# Танабаевское
Танабаевское (каз. Танабай, до 199? г. — Димитрово) — село в Алтынсаринском районе Костанайской области Казахстана. Административный центр Димитровского сельского округа. Находится примерно в 35 км к северо-востоку от села Убаганское. Код КАТО — 393237100.

## Население
В 1999 году население села составляло 980 человек (474 мужчины и 506 женщин). По данным переписи 2009 года, в селе проживало 699 человек (348 мужчин и 351 женщина).